# Verzorgingsplaats Oldenaller
Verzorgingsplaats Oldenaller is een Nederlandse verzorgingsplaats gelegen aan de A28 Groningen - Utrecht in de gemeente Putten.
De verzorgingsplaats bestaat enkel uit een parkeerplaats en heeft verder geen voorzieningen.
Aan de andere kant van de snelweg ligt even verderop verzorgingsplaats Vanenburg.
Richting Groningen: Vanenburg · Dasselaar · Leuvenhorst · Willemsbos · De Kraaienberg · Bornheim · De Markte · Dekkersland · Lageveen · Smalhorst · Peelerveld · Glimmermade
Richting Utrecht: Witte Molen · Zeijerveen · De Mussels · Panjerd · Haerst ·  't Loo · Vosbergen · De Haere · Hendriksbos · Drielander · Oldenaller · Hooglanderveen